# Steve Kimock
Steve Kimock (né le 5 octobre 1955 à Bethlehem (Pennsylvanie) est un musicien et un guitariste américain de rock.
La musique de Kimock est largement connue pour être influencé fortement par le rock psychédélique de Grateful Dead.